# مازیار
مازیار یا ماه‌یزدیار (درگذشتهٔ ۱۲ تیر ۲۱۸ خورشیدی) واپسین فرمانروای کارنوندیان، رهبر خیزش دربرابر چیرگی تازیان، و از جمله چیرگی خلافت عباسی، بر ایران بود. مازیار پسر کارن دوم و از خاندان کارنوندیان، در روزهای پایانی سال ۲۲۴ه‍.ق/۸۳۸ میلادی، یعنی شش سال و اندی پس از آغاز خلافت معتصم ضد عباسیان خیزش کرد. پایتخت مازیار شهریارکوه بود.

## پیشینهٔ نیاکان مازیار
تأسیس این سلسله در طبرستان به زمان خسرو انوشیروان بازمی‌گردد که قارن پسر سوخرا در سال ۵۶۵ میلادی پایه‌ریزی کرد و سپس مقام اسپهبدی طبرستان را دریافت کرد و حکومت این ناحیه را به ارث خانوادگی خود باقی‌گذاشت. سوخرا از بزرگان خاندان کارن بود که یکی از هفت خاندان اشرافی پارس در زمان ساسانیان به شمار می‌رفتند.
به اعتقاد مجتبی مینوی، مرکز اصلی خاندان کارن کوره اردشیرخوره در فارس بود. سوخرا در زمان پیروز یکم، پدر کواد نخست، بر سکستان (استان ساسانی) فرمان می‌راند. هنگامی که فیروز قصد جنگ با هپتالیان را داشت، سوخرا را به جانشینی خودش بر تیسفون و وه‌اردشیر، گماشت، که دو شهر از هفت شهر مداین و محله خاص ساسانیان بودند. همین که سوخرا متوجه شد فیروز مغلوب اخشنوار، پادشاه هپتالیان، و در راه فرار هلاک شده است، خود با جمعی از سپاه خاص ش و تعدادی دیگر از جنگجویان سواره و پیاده قصد اخشنوار کردند و در نخستین برخورد این دو سپاه، سوخرا چنان ضربه‌ای به هپتالیان وارد که تاب مقاومت نیاوردند و دیوان شاهی به همراه تمام غنائم و اسرائی که ضبط کرده بودند را باز پس دادند. بدین ترتیب سوخرا به همین قدر قناعت کرد و به پارس بازگشت. او به کمک وسپوهران و بزرگان و موبدان، بلاش، پسر فیروز، را بر تخت شاهانشاهی نشاند و برادرش جاماسپ را مشاور او گماشت. با گذشت مدت کوتاهی بلاش از دنیا رفت. پس سوخرا قباد را پادشاه اعلام داشت.
قباد پس از نشستن بر تخت شاهان‌شاهی، جایگاه اسپهبدی سوخرا را تثبیت کرد. چندی نگذشت که حسودان برای سوخرا دسیسه چیدند، تا او را از چشم قباد بیندازند. پس سوخرا از دسیسه باخبر شد و به همراه ۹ پسر خود به سمت طبرستان فرار کرد. تا این که در راه به علت خیانت کشته شد. اما پسرانش خود را به نزدیکی آموی رساندند و مقیم گشتند و سپاهی برای خود فراهم آوردند. در سال ۵۶۵ میلادی که خسرو انوشیروان با ترکان در جنگ بود، پسران سوخرا با سپاه خود به یاری شاهنشاه رفتند؛ پس خسرو به پاداش این یاری به هریک ناحیه‌ای را برای حکومت هدیه داد. قارن که کوچک‌ترین و جوان‌ترین پسر بود، قسمتی از جبال طبرستان را اعم از نواحی ونداد اومیده کوه، آمل، لفور و پریم را انتخاب کرد و این ناحیه بنام کارن (قارن) نام گرفت و او به لقب اسپهبد طبرستان خوانده شد.

## نسب و نام مازیار
مازیار، مایزدیار، ماه‌یزدیار، یعنی کسی که از ایزد ماه به او یاری می‌رسد. کوهیار و فضل بن قارن طبری دو برادر مازیار بودند. مازیار را منتسب به سلسله‌ای از حاکمان می‌دانند که به سبب انتساب به خاندان کارن، به قارن وند مشهور شدند. هر یک از اسپهبدان این سلسله به لقب گرشاه ممتاز بودند. رشته و نسب مازیار را بدین صورت می‌خوانند: مازیار پسر کارن دوم پسر ونداد هرمزد پسر فرخان از نواده‌های سوخرا پسر انداذ پسر کارن بزرگ پسر سوخرای بزرگ بود. همچنین به عقیدة مینوی، مورخینی که نسب او را مازیار بن قارن ابن ابوالملوک شهریار بن شروین ذکر کرده‌اند و او را به سلسلهٔ باوند پیوند داده‌اند، اشتباه کرده‌اند. خاندان قارن در قسمتی از ماد (ماه نهاوند) فرمان می‌راند و بعدها نسب نامه خود را در حماسه‌ها به کاوه آهنگر رساند. خاندان کارن از دوره پیروز یکم نیز شجره‌نامه خود را به منوچهر می‌رساندند.

## محدوده حکمرانی
مازیار پس از حکومت بر طبرستان به فکر دستیابی به گیلان و دیلمستان و یک دست کردن حاکمیت سراسر منطقه افتاد و تا سال ۲۱۲ ق که مأمون درگذشت، به تدبیر و کاردانی خودش و به یاری نیروها و امکاناتی که مأمون در اختیارش نهاده بود بر سراسر طبرستان و گیلان و دیلمستان دست یافته و یک حاکمیت یک پارچه تشکیل داد.
طبری بر اساس متن یک نامه که مأمون به مازیار نوشته بود القاب او را در آن ذکر کرده بود، این القاب چنین نوشته است:

گیلِ گیلان، اسپهبدِ اسپهبدان، بدشخوارگرشاه، محمد پسر کارن، مولای امیرالمؤمنین.

ابوالقاسم پاینده در ترجمه تاریخ طبری این متن را چنین ذکر می‌کند:

از عبدالله مأمون به جیلِ جیلان، اسفهبدِ اسفهبدان، برشوارخرشاد، محمد پسر قارن، وابسته امیرالمؤمنین.

به حاکمان طبرستان بدشخوارگرشاه می‌گفتند. حمزه اصفهانی مورخ قرن سوم در شرح دیوان ابونواس می‌گوید:

شاهنشاهان ایران روا می‌داشتند که هر یک از شاهان اطراف خود را به نامی که بدان مشهورست بخوانند و مثلاً هر که را که شاه بامیان بود شیر می‌گفتند و هر که را شاه مرو بود کنارنگ می‌گفتند و شاه دماوند را مصمغان و شاه گرگان را صول (چول) و شاه طبرستان را بدشخواگرشاه و شاه اسروشنه را افشین و شاه سغد و فرغانه را اخشید می‌گفتند و می‌گفتند: اخشید سغد و اخشید فرغانه و شیر بامیان و کنارنگ مرو و افشین اسروشنه.

در عصر ساسانی حکمرانان گیلان عنوان گیل گیلان و حکمرانان طبرستان عنوان بدشخوارگرشاه را داشتند. از اواسط دوره ساسانی نواحی جنوبی دریای خزر را به شاهزادگان ساسانی داده بودند چنانچه که بهرام اول پیش از سلطنت حکمران گیلان بود و گیلانشاه لقب داشت و نیز کواد حکمرانی طبرستان را به پسر خود کاووس داد و بدشخوارگرشاه لقب گرفت.

## زمامداری مازیار

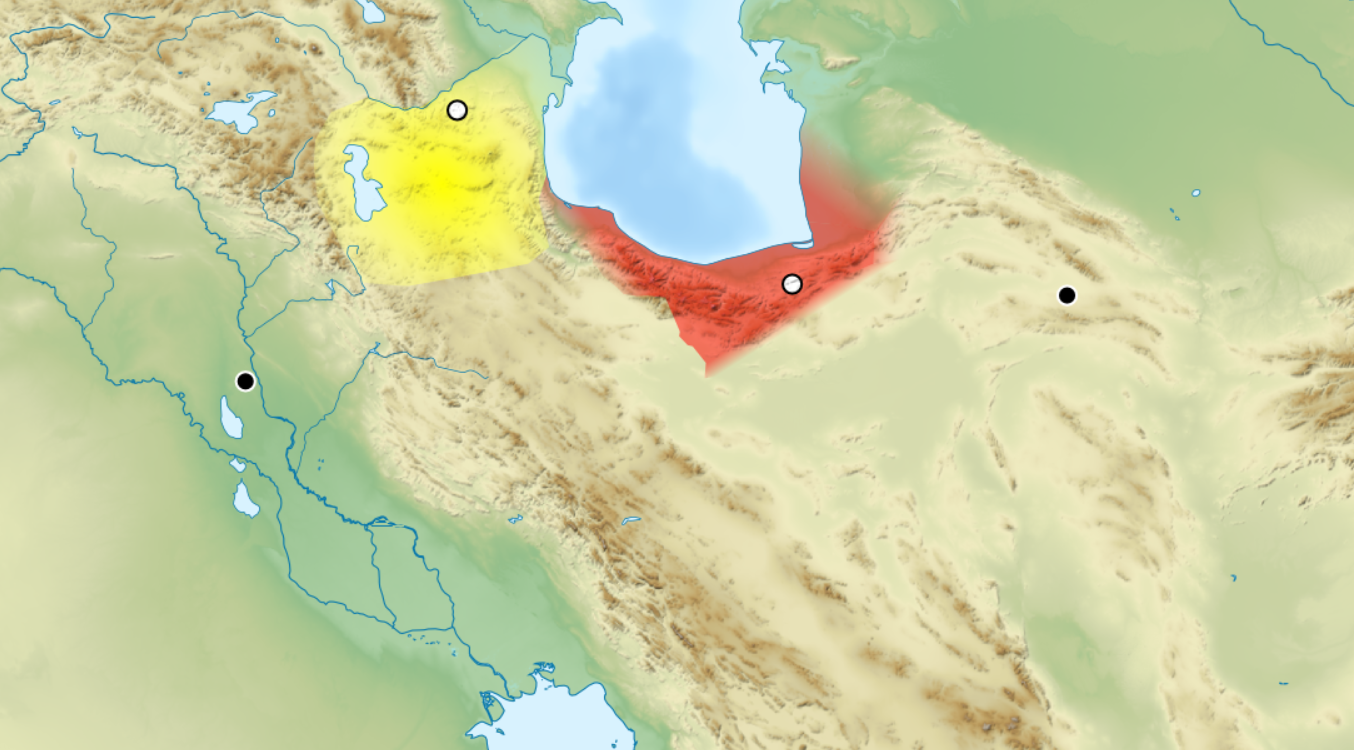
رنگ سرخ نشان‌دهنده تبرستان است که مازیار در آن به حکومت و شورش پرداخت. مناطق زرد رنگ نیز نشانگر آذربایجان در زمان بابک خرمدین است.

مازیار بن قارن هنگامی که جانشین پدر شد بر قسمتی از ولایات طبرستان حاکمیت یافت. بین او و اسپهبد شهریار بن شروین اختلافاتی بروز کرد و این امر سرانجام به جنگ و فرار مازیار از طبرستان به نزد مأمون منجر شد. مازیار به وساطت یکی از دوستان خود به نام سعید الحرشی به دربار مأمون پذیرفته شد و به وسیله او اسلام آورد.مأمون مازیار را محمد نامید و حکمرانی قسمتی از طبرستان و رویان را به او سپرد. پس او خود را گیلِ گیلان و اسپهبدِ اسپهبدان و پدشخوارگرشاه و محمد بن قارن و مولای امیرالمونین خواند. مدتی از اقامت مازیار در نزد خلیفه نگذشته بود که اسپهبد شهریار بن شروین درگذشت و فرزندش شاپور بن شهریار که قدرت را در دست گرفته بود، ظلم و ستم را بر مردم روا داشت. مردم طبرستان از ظلم او به مأمون شکایت بردند پس مأمون مازیار را به طبرستان فرستاد. او در زمانی کوتاه توانست پیروان زیادی جمع کند و شاپور بن شهریار را شکست دهد و اینگونه حکومت طبرستان را به‌دست گیرد.
با افزایش قدرت مازیار و کارهای خودسرانه‌اش، تعدادی از بزرگان از او رنجیدند و اقدامات او را به مأمون گزارش دادند و شکایت کردند. در نتیجه مأمون او را به بغداد خواند اما مازیار به بهانهٔ درگیری با دیلمیان از دستور مأمون سرباز زد پس تعدادی از قضات رویان و آمل را از طرف خود به دربار بغداد فرستاد تا اطاعت و فرمانبری‌اش را به خلیفه اعلام کنند. اما برخلاف تصور او، یکی از قضات داستان ستم مازیار را به یحیی بن اکثم گفت و همچنین اظهار داشت که مازیار قصد شورش بر خلیفه و اعلام استقلال دارد؛ بنابراین خلیفه نیز از این امر آگاه شد.

## شرایط سیاسی قبل از شورش مازیار
در سال ۲۲۳ که تئوفیل پسر میخائیل امپراتور بیزانس به زبطره هجوم آورد و جمعی از اهالی را اسیر کرد. در این زمان معتصم لشکری به فرماندهی افشین به مصاف تئوفیل فرستاد و افشین بر او غالب شد. اینگونه قدرت و تأثیر افشین در دربار روز به روز افزایش پیدا کرد. درین زمان عبدالله بن طاهر در ولایت خود حکمرانی می‌کرد. در این زمان افشین بر بابک پیروز شد و بیش از پیش در نزد خلیفه عزیز گشت طمع حکمرانی بر ولایت خراسان را کرد. در این زمان طبق گفته طبری چون افشین شنیده بود که مازیار اسپهبد طبرستان همانند او با عبدالله بن طاهر خصومت دارد پس به صورت پنهانی برای مازیار نامه فرستاد و اورا از راه برانگیختن طمع به مخالفت با عبدالله شوراند. وی فکر می‌کرد با استفاده از شورش مازیار، خلیفه حکومت خراسان را به او ارزانی خواهد داشت. پس در نامه به مازیار نوشت که در برابر عبدالله مقاومت کند. همین که افشین به موجب هدف تعقیب استقلال طبانه خود و به آرزوی آنکه شاید جای عبدالله را بگیرد پس مازیار را ضد خلیفه برانگیخت، او نیز به سرعت بدین امر گردن نهاد.زیرا وی تصور می‌کرد چون عبدالله قادر به شکست مازیار نخواهد بود و خلیفه افشین را برای انجام این مأموریت اعزام خواهد کرد آنگاه بعد از پیروزی به پاس قدردانی از خدماتش، معتصم حکومت خراسان تا ماوراءالنهر را به او خواهد داد به همین دلیل مازیار با تکیه به افشین شورش خود را نسبت به طاهریان و خلیفه در سال ۲۲۴ هجری قمری آشکار کرد. وقتی که مازیار دستگیر شد رابطه خود و افشین را افشا می‌کند و یک روز قبل از رسیدن وی به سامرا افشین دستگیر می‌شود. زمانی که مازیار کشته می‌شود دلایل کافی برای اتهام افشین که دیگر رقیب طاهریان بود، وجود داشت.

### مازیار و بابک
ابن ندیم می‌گوید: خرم دینان دو صنفند خرمدینان قدیم و خرمدینان جدید. خرم دینان پیشین را محمره می‌نامند؛ که البته این گفتار صحیح نیست و مؤلف در وجه تسمیه خرمدینان قدیم اشتباه کرده زیرا محمره اسمی است که عرب‌ها به خرم دینان دوره اسلامی داده‌اند.
ابومنصور بغدادی در کتاب «الفرق بین الفرق» دربارهٔ مزدکیان و بابکیان و مازیاریان می‌نویسد: گروه نخستین از اباحه مزدکیان بودند و گروه دوم خرم دینان که در دولت اسلام آشکار شدند که ایشان دو طایفه اند: بابکیان و مازیاران و هردو به محمره معروفند.در بسیار از منابع مازیار را در کنار خرمدینان دانسته‌اند و گفته‌اند سرزمین خرمدینان و پیروان این آیین تقریباً در سراسر ایران پراکنده بودند؛ و از یک سو به طبرستان و مازیار می‌رسیدند. اما هیچ مدرک قابل اتکایی وجود ندارد که ثابت کند که مازیار دین خرمی داشته است و حتی مدرکی دال بر ارتباط مازیار با محمره نداریم بلکه قرائن موجود او را زرتشتی معرفی کردند.محمره طایفه‌ای بودند در طبرستان که سال‌ها قبل از مازیار وجود داشتند و احتمالاً خرم دینی بودند اما یقین نداریم که به مازیار مربوط بوده‌اند یا وابستگی داشته‌اند. در جای دیگر می‌گوید از مازیار پرسیدند چرا خلع طاعت کردی؟ گفت: شما ولایت طبرستان را به من دادید پس مردم سرکشی کردند پس به حضرت اطلاع دادم و جواب آمد با ایشان بجنگید. خلیفه گفت چه کسی این جواب را داد؟ مازیار گفت: افشین.
دربارهٔ همداستانی مازیار با بابک خرمدین در تاریخ طبرستان گویند:مازیار بابک مزدکی دیگر ذمّیان مجوس را علمها دادند و حکم بر مسلمانان، تا مسجدها خراب می‌کردند و آثار اسلام را محو می‌فرمودند.
سپس در جای دیگر می‌نویسند که که مازیار خود به عبدالله بن طاهر چنین گفته است که من و افشین بن کاوس و بابک هرسه از دیرباز عهد و بیعت کرده‌ایم بر آنکه دولت از عرب پس بگیریم و ملک را به خاندان کسرویان نقل کنیم.
برخی از پژوهشگران مازیار را با برادر بابک اشتباه فرض می‌کنند و می‌گویند مازیار و بابک روبروی یکدیگر به دار آویخته می‌شوند در صورتی که مازیار دو سال پس از بابک به دار آویخته می‌شود. علت این اشتباه روابطی بوده است که مازیار با بابک داشته است.

## طغیان مازیار
در زمان مازیار اسلام در طبرستان بسط یافته بود و خود او به خواهش مأمون اسلام آورده بود اما هیچ میلی بدین دین نداشت و با آن مخالف بود مازیار در ابتدا مسجدی برای جلب رضایت خلیفه ساخت اما بعدها دستور از بین بردن هرگونه از آثار اسلام را داد. دربارهٔ مازیار نوشته‌اند که چون بر معتصم بیرون آمد همه مسلمانان را از کار بازداشت و بجایشان زرتشتیان و خرم دینان را گماشت و بر مسلمانان امیر کرد. در سال ۲۱۹ در زمانی که بابک به دست خلیفه افتاده بود مازیار ساز مخالفت با دربار بغداد را در طبرستان آغاز کرد و قصد داشت همراه بابک و افشین و تئوفیل امپراتور رم حکومت بغداد را براندازند.
مازیار در سال ۲۲۴ قمری آشکارا بر خلیفه خروج کرد و کشاورزان را واداشت تا بر صاحبان مسلمان خود بشورند و اموال آنان را به غارت ببرند و همچنین دستور داد تا مساجد طبرستان را ویران کنند و بسیاری از مسلمانان را به زندان بیاندازند.و او به مسلمانان سخت گرفت به‌صورتی که بعضی از مسلمانان در زندان‌ها جان سپردند. اقدامات وی بر ضد عربها و موالی در حیطه قدرتش به خوبی موید این مسئله است که وی به عنوان یک فرد زرتشتی احیای یک دولت مستقل (لااقل محلی) ایرانی را براساس یک تحول اجتماعی در نظر داشته است. همانطوری که صدسال بعد او نیز این خواسته هدف فرمانروای مازندرانی دیگر به نام مرداویج قرار گرفت.
در آستانه شورش مازیار مأمون در حال جنگ با رومیان بود و فرصتی برای برخورد با مازیار نداشت بنابراین ابواحمد قاضی رویان که از نفوذ اجتماعی زیادی داشت انجام این مأموریت را برخورد با مازیار برعهده گرفت. او بسیار از مردم طبرستان را به قتل و شورش بر مازیار تحریک کرد. اوج گرفتن فعالیت شورشیان در آمل باعث شد تا مازیار این شهر را هشت ماه در محاصره بگیرد و اطلاعات نادرست از وضع طبرستان برای خلیفه ارسال کند. مأمون نیز که خبری درست از عاملان و نمایندگان خود در مازندران نداشت، گفته‌های مازیار را درست می‌پنداشت.مازیار بعد از گشودن آمل ابواحمد قاضی رویان که مسبب عصیان مردم شده بود، کشت و خبر فتح این شهر را برای خلیفه فرستاد. اگرچه مازیار بنای سرکشی و مخالفت در طبرستان گذاشته بود ولی برای حفظ ظاهر پرداخت خراج را قطع نکرد و عصیان خود را بر خلیفه آشکار نکرد اما با به تخت نشستن معتصم وضع فرق کرد و مازیار از فرستادن خراج برای عبدالله بن طاهر سرباز زد زیرا موظف بود خراج خود را برای امیر خراسان بفرستد زیرا از نظر داخلی اداره امور آنجا بر عهده عبدالله بن طاهر بود و خلیفه بر مشرق ایران که نفوذ کمتری داشت بفرستند (۸۳۹ میلادی برابر ۲۲۴ هجری)
هدف مازیار از فرستادن خراج به معتصم از بین بردن بیعت خود با عبدالله بن طاهر بود. به گزارش طبری با آنکه معتصم دستور فرستادن خراج به طاهر داده بود اما مازیار گفته بود نزد او نمی‌فرستم و بلکه به امیرالمومنان می‌فرستم. بدین ترتیب معتصم خراج را از مازیار تحویل می‌گرفت و به عبدالله بن طاهر می‌فرستاد. این روند چندسالی طول کشید تادر آخر رابطه مازیار و عبداله بن طاهر به منازعه و نبرد کشیده شد.
معتصم شورش مازیار را نه فقط بر ضد طاهریان بلکه بر ضد خود و اسلام می‌پنداشت و عبدالله بن طاهر مأمور سرکوب کردن این شورش کردعبدالله طاهر لشکری به همراه عموی خویش، حسن بن حسین، به سمت طبرستان گسیل ساخت. عبدالله بن طاهر برای تقویت سپاه خویش حیان بن جبله را نیز با چهار هزار نیرو به قومس فرستاد و آنها مرتب با عبدالله در نیشابور مذاکره می‌کردند. خلیفه نیز سپاهی به فرماندهی محمد بن ابراهیم به کمک سپاه عبدالله فرستاد بدین صورت بسیاری از ا مناطق طبرستان به تصرف خلیفه و طاهریان درآمد. بسیاری از مردم که از اقدامات مازیار به تنگ آمده بودند به سپاه عبدالله پیوستند. با خیانت کوهیار برادر مازیار که با طاهریان در ارتباط بود توانست از طرف عبدالله بن طاهر دست خطی مبنی بر واگذاری قسمتی از طبرستان به خود دریافت کند و کوهیار باعث شد مازیار بدون هیچ نبردی به دست طاهریان اسیر شود ثروت و غنایم زیادی از مازیار به سپاهیان عبدالله رسیده بود که به نیشابور برده شد و خود مازیار به نزد معتصم فرستاد شد.

## مقابله با مازیار و سرانجام قیام
عبدالله بن طاهر به بهانه اینکه مازیار دستورهای مالیاتی سختی مقرر کرده، وی رعایا را بر ضد مالکین تحریک نمود و باعث نفاق میان مردمان شد و در آخر مازیار را مجبور به مذاکره کردند. مذاکرات و نتیجه موقتی آنها به طرق مختلف روایت شده: سرانجام به علت خودداری مازیار از تسلیم گنج‌های خویش کار به تصادم میان مازیار و یکی از عموهای عموهای عبدالله بن طاهر، و به هجوم مشترک سپاه طاهریان و خلیفه بر ضد مازیار؛ قهرمان ملی منجر گشت و مازیار به اسارت طاهریان افتاد و به سامره فرستاد شد و در آنجا (۸۴۰ میلادی-۲۲۵ هجری) در اثر ۴۵۰ ضربه تازیانه در گذشت.

## مرگ
بر فیل نشاندن مازیار و بردن او به نزد معتصم با جایگاه‌های فاخر و باشکوه عادتی بود که در میان خلفای بغداد رواج داشت. اینگونه مقصران بزرگ و کسانی که با خلفا دشمنی ورزیده بودند در زمان اسارت به شهر آورده می‌شدند و بر فیلی که در پایتخت آراسته و زینت شده بود می‌نشاندند و از دروازه به شهر وارد می‌کردند و در کوی و برزن می‌چرخاندند و اشعارِ ترانه مانند و تصنیف‌های کودکان کوی و برزن را بر آنان می‌خوانند و شادی کنان و هلهله‌گویان و دست و پای کوبان در پی اسیر می‌رفتند. همانگونه که بابک خرمدین را بدین صورت به سوی سامرا بردند.مازیار در آمل بر اثر خیانت برادرش «کوهیار» که فریب عوامل خلیفه را خورده بود دستگیر و به سامرا (سامره) منتقل و به معتصم تحویل داده شده که پس از شکنجه بسیار کشته شد. پیکر مازیار که زیر شکنجه جان داده بود، در سال ۲۲۵ در جایگاه معروف به کنیسه به دار آویخته شد.

### پس از مرگ
بعد از مازیار طاهریان به افزایش قدرت خود در منطقه طبرستان پرداختند؛ بنابراین عبدالله بن طاهر با دفع مازیار و افشین مقام خود را نزد خلیفه تقویت کرد و بر طبرستان نفوذ یافت. مهم‌ترین اعضای خاندان طاهری قبل از رسیدن به مناصب مهم، حکمرانی طبرستان را برعهده می‌گرفتند مانند حسین بن علی، عموی عبدالله بن طاهر و فرمانده سپاه در مقابله با مازیار که سه سال و چهار ماه در طبرستان حکمرانی کرد.

## سرنوشت فرزند مازیار طاهریان
در سیاست نامه نوشته خواجه نظام الملک طوسی نویسنده مشهور قرن پنجم هجری که در آن چگونگی مبارزه و دستگیری و سرنوشت خانواده بابک خرمدین ، افشین و مازیار (گبر) طاهریان را شرح داده شده است. در این کتاب نقل است که روزی معتصم سه بار پیاپی شراب می نوشد و به حجره ای می رود باز از حجره در می شود و حجره ای دیگر می رود و سه بار از حجره ای به حجره ای دیگر وارد می آید و در آخر پس از غسل کردن، نماز شکر می خواند.قاضی یحیی ، وزیر معتصم که از این کار متعجب گشته بود ، علت را پرسید و خلیفه پاسخ گفت:نماز شکر ، به خاطر نعمتی از نعمت های خدای عزوجل که امروز به من ارزانی داشت ؛ که در این ساعت از سه دختر پرده ی بکارت برداشتم ؛ که هر سه از دشمنان من بودند ؛ یکی دختر بابک خرمدین ، دیگر دختر افشین و سومی دختر مازیار گبر ؛ این نوشته از چاپ های پس از انقلاب ۱۳۵۷ حذف شده و و صرفا در چاپ های دوران شاهنشاهی پهلوی دیده می شود.